# Fagopyrum urophyllum
Fagopyrum urophyllum (Bureau & Franch.) Gross – gatunek rośliny z rodziny rdestowatych (Polygonaceae Juss.). Występuje naturalnie w południowych Chinach – w prowincjach Junnan oraz Syczuan. 

## Morfologia
PokrójRoślina jednoroczna dorastająca do 60–90 cm wysokości. Pędy są nieco zdrewniale.
LiścieIch blaszka liściowa ma owalnie trójkątny lub strzałkowaty kształt. Mierzy 2–8 cm długości oraz 1,5–4 cm szerokości, o strzałkowatej nasadzie i spiczastym wierzchołku. Ogonek liściowy jest owłosiony i osiąga 2–5 cm długości. Gatka ma brązową barwę, jest błoniasta i dorasta do 4–6 mm długości.
KwiatyZebrane w wiechy o długości 15–20 cm, rozwijają się w kątach pędów lub na ich szczytach. Listki okwiatu mają eliptyczny kształt i barwę od białej do różowawej, mierzą do 1–2 mm długości.
OwoceTrójboczne niełupki o jajowatym kształcie, osiągają 3–4 mm długości.

## Biologia i ekologia
Rośnie na łąkach oraz stokach. Występuje na wysokości od 900 do 2800 m n.p.m. Kwitnie od kwietnia do września, natomiast owoce dojrzewają od maja do listopada.